# 海軍工機学校
海軍工機学校（かいぐんこうきがっこう、英語:Artificer's Shcool, Naval Engineering School）は、大日本帝国海軍における機関術・造船術の専門家を養成する教育機関のことである。海軍機関学校を卒業した機関科将校の教育・研究・実験を推進する普通科・高等科・専攻科・特修科と、機関兵・機関下士官の訓練・実習を推進する普通科・高等科を設置し、技術者として必要な知識と技能の習得を図った。
なお、1945年3月1日をもって海軍機関学校が海軍兵学校に統合されて海軍兵学校舞鶴分校と改称されたことを機に、工機学校が「機関学校」の名を継承した。ただし、士官養成学校であった旧機関学校はCollege、工機校が改名した新機関学校はSchoolと英訳されている。

## 概要と沿革

### 機関術練習所から初代工機学校まで
1884年（明治17年）7月に、下士官相当の技官を横須賀造船所（現・横須賀海軍施設ドック）に派遣して実習を行ったのが機関教育の嚆矢である。同年12月には3年間のカリキュラムで機関工の養成を図る「海軍機関工概則」が制定されている。彼らは艦艇に乗船して機関を操作する機関工か、海軍工廠で造船に携わる船匠・鍛冶となるために教育を受けた。海軍直属の技官を必要としない平時には、民間の技術者へ転出できることになっていた。諸制度の変遷を経て、1897年（明治30年）9月3日に「機関術練習所」が開かれ、機関・船匠・鍛冶の3コースが設定された。
1907年（明治40年）4月20日、兵科の海軍砲術学校・海軍水雷学校と同時に「海軍工機学校」へ改編され、機関将校を学生、機関兵・機関下士官を練習生として教育を開始した。しかし兵科よりも格下と見なされていた機関科に対する偏見が根強く、機関術・造船術に高等教育は不要とする意見や、練習生は訓練・実習さえ繰り返していれば事足りるとする意見が多かった。開校から僅か7年、1914年4月1日をもって、初代工機学校はあえなく廃止され、練習生の教育は機関学校に新設された普通科と高等科で継続することとなった。

### 工機学校復活から閉校まで
14年間の空白期間のうちに、石油専燃のボイラーやタービンが一般化し、さらにはディーゼル機関やガソリン機関の導入が始まっていた。また航空機や潜水艦などの新兵器も急激に浸透した。これらの新技術や新兵器に対応すべく、機関学校での教育は重要性を増し、造船・造兵の現場では、質量ともに優れた技術者を多く求めるようになった。
1928年（昭和3年）6月23日、「海軍工機学校令」が制定され、工機学校が復活。神奈川県横須賀市稲岡町に校舎が設けられた。カリキュラムは機関術と船匠術(のちに工作術へ改称)の二本立てで、普通科・特修科・専攻科の3コースが用意された。復活から6年後の1934年（昭和9年）には、兵科学校と同じく高等科も増設され、ようやく機関科にも高等教育の環境が整備された。復活前と同様、士官・准士官を「学生」、兵・下士官を「練習生」として教育した。

船匠術から工作術への改称は、単に名称の変更に留まらず、溶接技術などの造船分野や、サルベージ作業に不可欠なダイバーによる水中潜水作業などの新たな高等技術の研究開発の成果を受けてのことである。これらの変化に対応すべく、1941年（昭和16年）4月1日付で同じ横須賀市の久里浜に「海軍工作学校」が新設され、工作術の教育は工作学校へ移譲された。
日華事変から大東亜戦争（太平洋戦争）へと戦線が拡大するにつれて、艦艇および造船所では技術者のニーズが逼迫したため、工作学校は収容能力を大幅に上回る増員を強いられた。また、航空機の整備術や施設設備の建築術が新たに追加され、工作学校における教育の充実が急務となった。このため新規の工作術教育は1944年6月から学生は横須賀海軍工作学校で、練習生は静岡県駿東郡清水町に新設された沼津海軍工作学校で実施することとなった。

一方で、工機学校も1943年（昭和18年）、三浦半島の相模湾側にあたる神奈川県三浦郡大楠町（現・横須賀市）に大楠分校を設けた。1945年（昭和20年）3月1日、機関学校の兵学校統合が完了したため、工機学校がその名を継承して新機関学校を名乗るとともに、大楠分校を本校に昇格することになった。横須賀校は学生に対する教育を行う一方、大楠校では練習生に対する教育を推進した。しかし7月15日、大楠校は各種術科学校と同様に繰上げ卒業が行われて閉校となり、施設は本土決戦部隊に接収された。
終戦とともに横須賀校も閉校となり、激動の変遷を繰り返してきた工機学校の歴史は終わりを告げた。跡地は青山学院と清泉寮に払い下げられ、青山学院が取得した土地は青山学院大学の分校として使われた後、横須賀学院となった。一方、清泉寮が取得した部分は清泉女学院中学高等学校として使われたが、1963年（昭和38年）に鎌倉市へ移転。そこに日本女子衛生短期大学が東京都大田区から移転して神奈川歯科大学となった。

## 前身組織の長
機関工練習所長
- 横山正恭 機関少監：不詳 - 1897年6月7日
- 深見鐘三郎 機関少監：1897年6月7日 -

## 歴代機関術練習所長
- 深見鐘三郎 機関大監：不詳 - 1897年12月28日
- 原実員 機関大監：1897年12月28日 -
- 山本直徳 機関大監：1900年5月20日 - 1901年3月5日
- 浅田整次郎 機関大監：1901年3月5日 - 1901年10月1日
- 横山正恭 機関大監：1901年10月1日 -
- 佐藤亀太郎 機関大監：1905年1月7日 - 1905年12月12日
- 平部貞一 機関大監：1905年12月12日 - 1907年4月20日

## 歴代初代工機学校長
- 平部貞一 機関大佐：1907年4月20日 - 12月10日
- （兼）山崎鶴之助 機関大佐：1907年12月10日 - 1908年2月21日
- 伊東茂治 機関大佐：1908年2月21日 - 1911年12月1日
- 賀茂厳雄 機関少将：1911年12月1日 - 1913年12月1日
- 中島市右衛門 機関少将：1913年12月1日 - 1914年4月1日廃止と同時に待命

## 歴代二代工機学校長→横須賀機関学校長
- 岸本信太 少将：1938年6月25日 - ※練習科長より留任
- 村田豊太郎 少将：1938年12月10日 -
- 小野徳三郎 少将：1932年11月15日 -
- 川原宏 少将：1934年11月15日 -
- 朝隈彦吉 少将：1936年12月1日 -
- 御所静 少将：1939年11月15日 -
- 鈴木久武 少将：1941年9月10日 -
- 赤坂功 少将：1943年6月20日 -
- 森田貫一 少将：1944年6月26日 -
- 寺山栄 少将：1945年1月15日 -

## 大楠機関学校長
- 山中朋二郎 少将：1945年3月1日 - 1945年7月15日

## 修了者
- 出村龍聖
- 山西義政